# Boogie-Woogie (Tanz)
Boogie-Woogie (auch kurz nur Boogie) ist ein Gesellschafts- und Turniertanz aus der Familie der Swing-Tänze, der paarweise getanzt wird.

## Die Geschichte des Boogie-Woogie
Boogie-Woogie gehört zur Familie der Swing-Tänze. Er entstand in den 1920er Jahren in den USA aus dem East Coast Swing, einem vereinfachten tänzerischen Derivat des Ende der 1920er Jahre aus schwarzen Wurzeln entstandenen Lindy Hop der 1930er Jahre. Die Verwendung der Bezeichnung Boogie-Woogie für den Tanz bleibt auf Europa beschränkt.
East Coast Swing und Lindy Hop verbanden ein Grundgerüst an Tanzschritten, die zu immer wieder neu erfundenen und abgewandelten Tanzfiguren zusammengesetzt wurden, mit akrobatischen Elementen. Die Quellenlage ist dürftig. Sie stützt sich im Wesentlichen auf Lebenserinnerungen und einige wenige filmische Dokumente, wie Frankie Manning und die Auftritte der Whitey's Lindy Hoppers in In der Hölle ist der Teufel los, und Filmen mit den Marx Brothers wie A Day at the Races. 
Darauf gestützt ist die Annahme, dass stundenlange Tanzvergnügen und Dauer-Tanzwettbewerbe in den 1930er und 1940er Jahren dazu beitrugen, dass die Tänzer neue Figuren erfanden. Amerikanische Soldaten brachten diesen Tanz nach dem Zweiten Weltkrieg nach Europa, wo ihn die Jugend für sich entdeckte. Aufgrund der dem damaligen Zeitgeist entsprechend empfundenen Unmoral und größtenteils wegen seiner schwarzen Wurzeln erfahrenen gesellschaftlichen Ächtung lehnten es Tanzlehrer nach dem Krieg zunächst weitgehend ab, diesen Tanz in ihren Schulen zu unterrichten. So wurde er in die Hinterzimmer der Tanzschulen sowie in die über eine Musikbox verfügenden Milchbars und Tanzbierbars verbannt und verbreitete sich durch Abgucken und Experimentieren. Die weitgehende Verdrängung des Tanzes der Jugend aus der Öffentlichkeit fand erst ein Ende, als der Film Außer Rand und Band 1956 in die deutschen Kinos kam und gleichsam "Ventile" öffnete.
Da man sich dem Interesse der Jugend an diesem Tanz nicht dauerhaft zu entziehen vermochte, wurde der afroamerikanisch geprägte Swing-Tanz durch europäische Tanzlehrer an den europäischen Geschmack angepasst. Im Gegensatz zu den ursprünglichen Tänzen wird der Boogie-Woogie in Tanzschulen und Vereinen daher aufrechter, kompakter und oft in klar definierten Linien vermittelt und getanzt. Elemente, die als anstößig angesehen wurden, wurden nicht vermittelt. Die „Europäisierung“ des Swing-Tanzes setzte sich unter dem Einfluss der Tanzschulen mit dem Jive und Rock ’n’ Roll weiter fort. Eine Hochburg für den Boogie-Woogie in den 1950er Jahren war Berlin.
Boogie-Woogie wird nicht ausschließlich auf Boogie-Woogie-Musik getanzt, sondern aufgrund der verwandten musikalischen Elemente vorwiegend auf Rock ’n’ Roll, Rockabilly, Rock, Jump Blues und Swing. Der Tanz ist mit der ihm zugrundeliegenden Swing-Musik, ihrem Wandel und mit den auf sie wirkenden Einflüssen verbunden. Starke Einflüsse kamen aus dem auf schwarzen Wurzeln fußenden Rhythm & Blues der 1940er und 1950er Jahre. Voraussetzung für den nachhaltigen Erfolg des Tanzes und für seine Weiterentwicklung war die stimulierende Wirkung, die von der Musik ausging. Swing war die Pop-Musik der damaligen Zeit, sie war ab den späten 1920er Jahren, in den 1930er Jahren und nach dem Zweiten Weltkrieg populär bei Jung und Alt. Wenn sie von der älteren Generation als zu „wild“ empfunden wurde, behalf man sich damit, von Jazz-Musik zu sprechen. Diese hatte eher eine gesellschaftliche Akzeptanz als die zu laute und vermeintlich die gute Ordnung und die Sitten gefährdende „Hottentotten“- oder „Negermusik“.
Der Name des Tanzes im Nachkriegseuropa wandelte sich: Während bis Mitte der 1950er Jahre neben der Bezeichnung Jitterbug auch Boogie-Woogie üblich war, kam mit dem Ende der 1950er Jahre die Bezeichnung Rock ’n’ Roll auf, ein Name, den die damaligen Medien und die Jugendlichen mitprägten: Kinofilme, Zeitungsartikel und Soldatensender brachten diesen Begriff ab 1956 immer mehr in Umlauf.
Er war verbunden mit der neuerlich aus USA aufkommenden Musik von Bill Haley und Elvis Presley, die mit dazu beitrugen, die ursprünglich auf afroamerikanischen Wurzeln basierende Musik salonfähig zu machen. Der Erfolg ist z. T. auch dadurch zu erklären, dass Musik und Tanz ein Ausdruck des jugendlichen Protestes gegen die Generation ihrer Eltern waren. Nach dem Abebben dieser Bewegung im Twist und dem aufkommenden Beat der 1960er Jahre erlebte der Rock ’n’ Roll eine Wiedergeburt in den 1970er Jahren: Mit der Musik wurde auch der Tanz wiederentdeckt und seither durch Tanzschulen und Sportvereine verbreitet. 
Im sich entwickelnden Turniertanzgeschehen unterschied man schnell zwischen Rock ’n’ Roll und Boogie-Woogie, um Verwechslungen zwischen dem akrobatischen Sport-Rock-’n’-Roll und dem zunächst ohne Akrobatik unterrichteten Boogie-Woogi zu vermeiden. Das für Wertungsgerichte wichtige Reglement für nationale und internationale Wettbewerbe, das regelmäßig angepasst wurde, hat aber nicht verhindert, dass auch die ursprünglichen Formen des Tanzes und Tänzer von damals wiederentdeckt wurden, was zu seiner heutigen Ausprägung beigetragen hat. 
So steht neben dem verschulten und bewerteten Tanzen immer noch eine volkstümliche Ausprägung des Boogie-Woogie mit zahlreichen weltweit unterschiedlichen Variationen wie Swing, die ihm immer anhaftete. Durch den veränderten Zeitgeist unterliegen Musik und Tanz nicht mehr der ursprünglichen gesellschaftlichen Ächtung, die sie als Ausdruck einer jugendlichen Sub-Kultur während der Nazidiktatur und in den 1950er Jahren erfuhren.

## Boogie-Woogie als Turniertanz
Beim modernen Boogie-Woogie wird Wert auf eine saubere und deutliche Fußarbeit gelegt, bei der oft mehr als ein Schritt pro Zählzeit durchgeführt wird. Auch noch über 200 Schritte pro Minute spielerisch und leicht aussehen zu lassen, zeichnet einen guten Tänzer aus.
Startklassen
- Juniorenklasse (Juniors): bis einschließlich 17 Jahre
- Hauptklasse (Main): Paare, die weder in der Junioren- noch der Seniorenklasse starten, müssen in der Hauptklasse starten.
- Oldie- oder Seniorenklasse (Seniors): Ein Tanzpartner muss mindestens 35 Jahre alt sein, der andere mindestens 40 Jahre.
- Formation: vier Paare (Quartettklasse) oder vier bis acht Paare (Masterklasse), keine Altersbeschränkung

Es ist den Paaren nicht mehr gestattet, in zwei Klassen zu tanzen. Nach den alten Regeln durften Tänzer unter 18 Jahren zusätzlich zur Juniorenklasse auch in der Hauptklasse starten. Auch Tänzer der Oldieklasse durften zusätzlich in der Hauptklasse starten.
Die höchsten Ansprüche werden in der (Main) Hauptklasse an die Paare gestellt. Jeder Bewerber darf in der Hauptklasse starten, aber Kandidaten, die vom Alter her der Hauptklasse zugeteilt sind, können ausschließlich in dieser Klasse starten.
In einigen Ländern gibt es die sogenannte Show-Klasse, in der alle Altersklassen mit einer im Vorhinein einstudierten Choreographie (Formation) starten dürfen.
Koordiniert werden die Turniere international von der World Rock’n’Roll Confederation (WRRC), in Deutschland vom Deutschen Rock ’n’ Roll und Boogie-Woogie Verband e. V. (DRBV), in Österreich vom Österreichischen Rock ’n’ Roll und Boogie-Woogie Tanzsportverband (ÖRBV) und in der Schweiz von der Swiss Rock ’n’ Roll Confederation (SRRV).
Aktuelle Titelträger der Deutschen Meisterschaften in der Boogie Woogie Mainclass sind Elian Preuhs und Theresa Sommerkamp.

### Vergleich zu Rock ’n’ Roll (Tanz)
Der Rock-’n’-Roll-Tanz hat sich aus dem ihm zeitlich vorangehenden Boogie-Woogie-Tanz entwickelt. Der wesentliche Unterschied zu Rock ’n’ Roll besteht darin, dass beim ursprünglichen Boogie-Woogie kein im Vorhinein einstudiertes Programm, sondern völlig frei zur Musik getanzt wurde. Daher wurde und wird Boogie-Woogie auch in Tanzlokalen getanzt, während der Rock ’n’ Roll dem Turniertanz vorbehalten bleibt. Beim Boogie-Woogie in ursprünglicher Form werden auch deshalb weniger akrobatische Figuren wie z. B. Salti, Rotations- oder Hebefiguren getanzt. Boogie-Woogie als aktueller Show- oder Turniertanz „vertanzt“ die die Musik prägenden grundlegenden musikalischen Bauelemente aus dem „Swing“ und aus dem „Blues“ und gestaltet dazu passende Choreographien. Neben dem Paartanz begegnen dabei auch aus mehreren Tanzpaaren oder Einzeltänzern bestehende Formationen.
Boogie-Woogie wird in der Regel zu Rock-’n’-Roll- und Swing-Musik der 1950er/1960er Jahre oder aktueller Musik dieses Genres getanzt, wobei die Betonung wegen der zugrundeliegenden Musik auf dem 2. und 4. Taktschlag liegt, was musikalisch als sog. „Backbeat“ bezeichnet wird. Während der Rock ’n’ Roll als „Social-Dance“ durch den sog. Sechser-Grundschritt mit Rück-Platz- und Kick-Bewegungen und der Sport-Rock-’n’-Roll durch den sog. Neuner-Sprungschritt mit dem charakteristischen „Kick-Ball-Change“ und stilistischen Variationen des Sprungschritts sehr stark bestimmt wurde, baut der Boogie-Woogie im Wesentlichen auf einem Sechser- und Achter-Grundschritt auf, welcher sowohl in flachen als auch in gekickten Varianten ausgeführt wird. Musikalisch dominieren die 6-Count-Struktur des Blues und das 8-Count-Schema des Swing. Je nach Musikstil, dem zugrundeliegenden musikalischen Grundgerüst und dem Tempo der Musik variieren die Tänzer die Zahl ihrer Schritte, um diese der musikalischen Akzentuierung anzupassen.
Beim frei zur Musik getanzten Boogie-Woogie nehmen die Tänzer eine von zwei Rollen ein: Follower und Leader. Der Leader (Herr) führt und leitet die Figuren ein, während der Follower (Dame) auf die Führung zu reagieren hat. Beide Aufgaben sind gleich anspruchsvoll und erfordern volle Konzentration auf den Tanzpartner.
Ein wesentliches Stilelement des Boogie-Woogie besteht vor allem in der tänzerischen Interpretation der musikalischen Phrasen eines Musikstücks. Dies erfordert an Wettbewerben die oft intensive Einübung einer Choreographie, als auch an sozialen Tanzveranstaltungen ein hohes Mass an Aufmerksamkeit auf die Musik. Dabei gilt es u. a. besonders Taktunterbrüche, sog. „Breaks“, oder Wechsel der musikalischen Phrasen durch stilistische Tanzelemente zu betonen.
Ein weiterer Unterschied liegt in der Schritttechnik bzw. Akzentuierung. Das Charakteristische der Boogie-Woogie-Musik, die Backbeat-Akzentuierung, wird von den Tänzern auf den Schritt übertragen, während aktuelle Rock-’n’-Roll-Tänzer inzwischen durchaus auch ihre Betonung auf 1 und 3 legen, da sich der Sport-Rock-’n’-Roll immer weiter von seinen musikalischen Wurzeln entfernt hat.

### Turnierregeln
Die Turnierregeln beim Boogie-Woogie sind nicht normiert, sondern von Land zu Land unterschiedlich. Es gibt ausgewählte Musikstücke, die meistens bei den Turnieren verwendet werden. Bei internationalen Turnieren gibt es drei Startklassen, die Paare müssen jeweils (mindestens) eine schnelle und eine langsame Runde tanzen. In den Juniorenklassen werden keine langsamen Runden getanzt.
Auszug aus den wichtigsten Regeln für Internationale Turniere des WRRC:
- Die langsame Runde wird zu einer Musikgeschwindigkeit von 30 bis 32 Takten pro Minute getanzt.
- In der schnellen Runde tanzen Junioren und Senioren zu einem Tempo von 50 Takten pro Minute, die Allgemeine Klasse tanzt zu einem Tempo von 52 Takten pro Minute.
- Durchschnittliche Tanzzeit beträgt international ca. zwei Minuten.
- Es gibt Vor- und Hoffnungsrunden, um sich für das Finale zu qualifizieren. Das Tempo entspricht dem Tempo schneller Finalrunden.
- Die langsame Runde wird ausschließlich von Finalpaaren der Main, bzw. Seniorclass getanzt.
- Es kommen maximal sieben Paare ins Finale.
- Im Finale tanzt jedes Paar allein.
- In den Vor-, Zwischen- und Hoffnungsrunden können mehrere Paare gleichzeitig tanzen, die Paarungen werden ausgelost.
- Eine Jury von fünf bis sieben Wertungsrichtern bewertet die Leistungen der Paare.
- Die Musikstücke werden im Finale (international) aus vier Titeln den Paaren zugelost.
- In den Vor-, Zwischen- und Hoffnungsrunden wird die Musik mittels Zufallsgenerator ausgesucht.
- Bewertet werden Interpretation (Interpretation), Fußtechnik (Footwork), Figurausführung (Figures) und Führung (Leading).
- Die Tanzkleidung sollte sich am Stil der 1950er Jahre orientieren.
- Beim Wettbewerb ist es nicht erlaubt, Kleidungsstücke wegzuwerfen.
- Jedem Paar steht im Finale eine Tanzfläche von mindestens 3 mal 3 Metern zu.

### Bewertungsrichtlinien
Die Boogie-Woogie-Musik ist im 4/4-Takt geschrieben, wobei der zweite und vierte Taktschlag durch die Rhythmusgeräte betont wird. Das Charakteristische dieser Musik ist die so genannte Back/Beat-Akzentuierung. Dabei wird durch die Melodieführung der erste und dritte Taktschlag betont. (Auszug aus der Turnierordnung: Erster und dritter Taktschlag werden von der Melodieführung betont, zweiter und vierter Taktschlag von den Bass- und Rhythmusinstrumenten.)
Die Betonung der Schrittbewegung muss durch Gewichtsverlagerung mindestens auf den Taktteilen zwei und vier, analog zur Musik (z. B. Sechserschritt – Verlagerung auf zwei, vier, fünf und sechs) erfolgen.
Der Tanz hat immer zusammen mit der Musik zu enden. Die Bekleidung soll zur Musik und zum Tanz passen.

### Bewertungskriterien
Die Bewertungskriterien sind in vier Bereiche gegliedert. Die Gesamtpunktezahl von 40 Punkten (10 pro Bereich) ergibt sich aus der Summe der vier Bewertungsbereiche, abzüglich der Fehlerpunkte:
Schritttechnik
Unter dem Oberbegriff „Schritt Herr/Dame“ versteht man alle Kriterien, welche die Gesamtausführung darstellen. Folgende Kriterien sind hierbei zu werten:
- Schritt:. Neben dem Single-, Double- oder Tripletime-Grundschritt, der vorwiegend flach getanzt wird, sind freie Variationen erlaubt, sofern diese zur Musik passen. Die Ausführung sollte leicht und spielerisch, dabei aber doch dynamisch erfolgen. Durch die Wahl der Schrittvariationen soll der Tänzer bzw. die Tänzerin den rhythmischen Charakter der Musik unterstreichen.
- Körperbewegung:. Die Beinbewegung des Schrittes soll durch eine Gegenbewegung der Hüfte ausgeglichen werden, um ein „Auf und Ab“ des Oberkörpers zu vermindern. Der Charakter von Musik und Figuren soll durch die Körperbewegung verdeutlicht werden.
- Armhaltung:. Durch die Haltung der Arme soll der Ausdruck des Tanzes und der Tanzfiguren positiv verstärkt und unterstützt werden.
- Gesamtausführung bzw. Bewertung: Die Summe der Kriterien wird zum Bereich „Schritt“ zusammengefasst. Dabei sind unterschiedliche Interpretationen oder Ausführungen zugelassen bzw. erwünscht, sofern die angegebenen Kriterien eingehalten werden. Die Einzelkriterien sind dabei stets dem möglichst vorteilhaften Gesamtbild unterzuordnen.

Verstöße gegen Kriterien werden schwerer gewertet als kleine Fehler.
Figurenausführung
Alle Figuren und Tanzelemente sind durch visuellen, Hand- oder Körperkontakt zu führen. Bei der Auswahl von Tanzfiguren soll das Tanzpaar den Charakter des Boogie-Woogie-Tanzes bewahren. Werden neu erschaffene, oder aus anderen Tanzarten übernommene Figuren in den Tanz eingebaut, so soll dies immer unter Berücksichtigung der Charakteristik dieses Tanzes vorgenommen werden. Mit Ausführung einer Figur wird die technische Ausführung, aller in einem Vortrag gezeigten Figuren (unter Berücksichtigung der Qualität) verstanden. Unabhängig davon soll die Ausführung leicht, mühelos, spielerisch wirken und doch exakt getanzt sein. Figurenreichtum ist erstrebens- und wünschenswert. Es sollte damit aber ausschließlich das tänzerische Können unterstrichen werden. Die mehrmalige Wiederholung einer Figur, oder eine abgewandelte Figur trägt nicht zum Figurenreichtum bei. Unter Berücksichtigung dieser Kriterien werden die Punkte für die Figurenausführung berechnet. Es soll keine Akrobatik getanzt werden. Akrobatikelemente sind wie Tanzfiguren zu bewerten, wobei besonderes Augenmerk auf flüssige, harmonische Ein- und Ausgänge zu legen ist.
Tänzerische Darbietung und Interpretation
Die nachfolgenden Kriterien ergeben den Gesamtkategorie „Tänzerische Darbietung/Interpretation“:
- Harmonie:. Harmonie bedeutet die Übereinstimmung oder Ergänzung beider Tänzer in der Ausführung der Bewegung und dem Einklang im Bewegungsablauf beim tänzerischen Vortrag.
- Paarwirkung:. Herr und Dame sollen als eine Einheit, das heißt als Paar wirken, ohne dass dadurch die Individualität jedes Einzelnen verloren geht.
- Ausstrahlung:. In: tänzerischen Vortrag sollte sich die Freude am Tanzen widerspiegeln. Der Tanz soll frei wirken.
- Interpretation:. Ein Tanzpaar soll, durch individuelle Interpretation, jedem Tanz, jedem Musikteil, jeder Figur, einen besonderen und unverwechselbaren Charakter geben. Bei richtiger Interpretation wird das Tanzpaar von der Musik „bewegt“.
- Bewertung:. Entscheidend für die Bewertung „Tänzerische Darbietung/Interpretation“ ist der Gesamteindruck aus den angeführten Bereichen.

Führung
Der Bewertung von „Führung“ setzt sich aus folgenden Fragen zusammen:
- Wartet ein Paar nur auf den Stopp, oder tanzt es fließend bis der Stopp kommt?
- Werden Figuren gekürzt, um synchron zu Musik zu sein oder sind die Figuren gut geplant und geführt?
- Werden „Füllungsfiguren“ verwendet und werden diese getanzt?
- Wie führt der Leader, mit dem Arm, Körper oder visuell?
- Verwendet der Leader mehr Kraft als nötig oder ist die Führung sanft?
- Wartet der Follower auf die Führung oder startet er von alleine?

Um zu führen, stehen dem Leader (Führender) einige „Werkzeuge“ zur Verfügung. Die Wertungsrichter müssen bewerten, wie das Paar diese Techniken verwendet.

## Boogie-Woogie-Tanz-Stile
Boogie-Woogie fächert sich in vielerlei Stile auf, z. B. den Lokal-Stil, den Turnier-Stil oder dem sogenannten Disco-Boogie, wobei sich die einzelnen Stile hauptsächlich in Grundschritt und Figuren unterscheiden.
- Disco-Boogie. ist durchaus mit dem normalen Boogie-Woogie zu vergleichen. Der wesentliche Unterschied zu den anderen Stilen ist, dass Disco-Boogie normalerweise im Viererschritt und im Sechserschritt getanzt wird (siehe auch Grundschritt) und dass Disco-Boogie zu Disco, Soul und Reggae-Musik getanzt wird.
- Lokal Boogie. wird in Lokalen getanzt. Grundschritt ist im Normalfall der Viererschritt und der Sechserschritt.
- Turnier Boogie. (Turnier-Stil) wird von Turniertänzern getanzt. Grundschritt ist der Achterschritt bis hin zum Elferschritt.